# Slovenian Juniors 2017
Die Slovenian Juniors 2017 fanden als bedeutendstes internationales Nachwuchsturnier von Slowenien im Badminton vom 27. bis zum 29. Oktober 2017 in Mirna statt. Es war die 23. Auflage der Veranstaltung.

## Sieger und Platzierte der Junioren U19
| Disziplin    | Gold                               | Silber                      | Bronze                           |
| ------------ | ---------------------------------- | --------------------------- | -------------------------------- |
| Herreneinzel | Cristian Savin                     | Luka Milić                  | Dennis Koppen                    |
| Herreneinzel | Cristian Savin                     | Luka Milić                  | Balázs Pápai                     |
| Dameneinzel  | Réka Madarász                      | Vivien Sándorházi           | Petra Polanc                     |
| Dameneinzel  | Réka Madarász                      | Vivien Sándorházi           | Tereza Švábíková                 |
| Herrendoppel | Philipp Drexler Jakob Sorger       | Matěj Hubáček Jiří Král     | Szymon Stokfisz Wiktor Trecki    |
| Herrendoppel | Philipp Drexler Jakob Sorger       | Matěj Hubáček Jiří Král     | Kilian Meusburger Nicolas Rudolf |
| Damendoppel  | Vivien Sándorházi Tereza Švábíková | Maria Duțu Ioana Grecea     | Serena Au Yeong Sabrina Herbst   |
| Damendoppel  | Vivien Sándorházi Tereza Švábíková | Maria Duțu Ioana Grecea     | Magdalena Kulska Zuzanna Parysz  |
| Mixed        | Matěj Hubáček Berta Ausbergerová   | Dennis Koppen Sabine de Wit | Kilian Meusburger Sabrina Herbst |
| Mixed        | Matěj Hubáček Berta Ausbergerová   | Dennis Koppen Sabine de Wit | Jakob Sorger Serena Au Yeong     |